# Vallerano
Vallerano é uma comuna italiana da região do Lácio, província de Viterbo, com cerca de 2.505 (Cens. 2001) habitantes. Estende-se por uma área de 15,48 km², tendo uma densidade populacional de 161,82 hab/km². Faz fronteira com Canepina, Caprarola, Carbognano, Fabrica di Roma, Soriano nel Cimino, Vignanello.

## Demografia
| Variação demográfica do município entre 1861 e 2011                               |
|                                                                                   |
| Fonte: Istituto Nazionale di Statistica (ISTAT) - Elaboração gráfica da Wikipedia |